# Марш за свободу (2020)
Марш за свободу (біл. Марш за свабоду) — найбільша акція протесту за всю історію Республіки Білорусь, яка відбулась в Мінську 16 серпня 2020 року. Марш також називають загальнонаціональним і загальногромадянським.

## Хід події
До пункту збору біля стели «Мінськ — місто-герой» люди йшли з різних куточків Мінську із біло-червоно-білими прапорами та плакатами, яку засуджували режим Лукашенка. Коло стели «Мінськ — місто-герой» зібралися за різними оцінками від 400 до 500 тисяч людей, не враховуючи руху людей на вулицях. Стелу обгорнули у біло-червоно-білий прапор, а ще один прапор встановили на ній зверху. Через велику кількість відвідувачів біля стели не працювали мобільний зв'язок і мобільний Інтернет.
На акції протесту люди викрикували такі гасла: «Жыве Беларусь!», «Ухадзі!», «Верым, можам, пераможам!», «Выпускай!», «Далучайся!», «Караева пад суд!», «КДБ пад суд!», «Лукашэнка, ты звольнены!», «Лукашэнку ў аўтазак!», «МУС пад суд!», «Мы не народзец!», «Нас 97!», «Пакуль мы адзіныя, мы непераможныя!», «Пара мяняць лысую гуму!», «Адзін за ўсіх і ўсе за аднаго!», «Саша 3 %», «Свабоду», «Сыходзь!», «Света!», «Трыбунал!», «Фашызм ня пройдзе!», «Ярмошыну ў турму!» та інші.
Член об'єднаного штабу Світлани Тихановської та координатор штабу незареєстрованого кандидата Віктора Бабарика Марія Колеснікова заявила, що президент Олександр Лукашенко повинен подати у відставку, бо втоплює країну у ґвалті.